# 维利耶福萨尔
维利耶福萨尔（法語：Villiers-Fossard，法語發音：[vilje fosaʁ]）是法国芒什省的一个市镇，属于圣洛区。

## 地理
维利耶福萨尔（49°9'24"N, 1°3'36"W）面积8.52 平方千米，位于法国诺曼底大区芒什省，该省份为法国西北部沿海省份，西、北、东北三面环大西洋，东起顺时针与卡爾瓦多斯省、奧恩省、马耶讷省和伊勒-维莱讷省接壤。
与维利耶福萨尔接壤的市镇（或旧市镇、城区）包括：库万、拉吕泽讷、拉莫夫、勒梅尼勒鲁克瑟兰、埃勒河畔圣克莱尔。

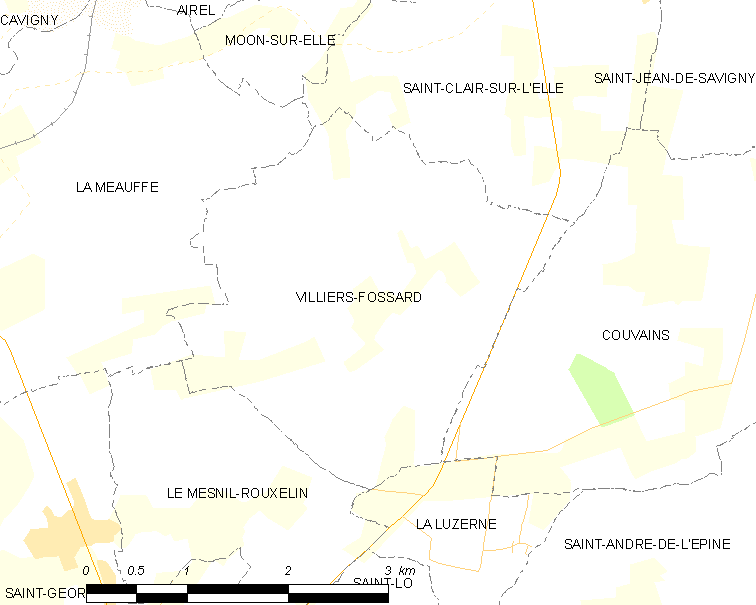
维利耶福萨尔的OSM定位图

维利耶福萨尔的时区为UTC+01:00、UTC+02:00（夏令时）。

## 行政
维利耶福萨尔的邮政编码为50680，INSEE市镇编码为50641。

## 政治
维利耶福萨尔所属的省级选区为蓬埃贝尔县。

## 人口

1962-2008年间维利耶福萨尔人口变化图示

维利耶福萨尔于2022年1月1日时的人口数量为644人。